# Ібрагім Бубакар Кейта
Ібрагім Бубакар Кейта (фр. Ibrahim Boubacar Keïta; 29 січня 1945 — 16 січня 2022) — політичний та державний діяч Малі, президент Малі (2013—2020).

## Життєпис
Народився 29 січня 1945 року в місті Коутіала в Малі. Вищу освіту здобув у Франції та Сенегалі, де вивчав літературу. На початку 1990-х почав займатися політикою, виступав проти режиму військових у Малі.
У 1994—2000 роках був прем'єр-міністром Малі. У 2002—2007 був головою парламенту Малі.
В другому турі президентських виборів у Малі 11 серпня 2013 роек обраний президентом Малі, перемігши колишнього міністра фінансів Сумайлу Сіссе. В серпні 2018 року Ібрагіма було переобрано на другий термін, після цього він оголосив про боротьбу з джихадистами, терористична діяльність яких підривала стабільність Малі.
Усунутий з посади внаслідок військового заколоту 19 серпня 2020 року.
Помер 16 січня 2022 року у віці 76 років.